# Śliniąca się Jędza
Śliniąca się Jędza (wal. Gwrach y Rhibyn) – ludowa nazwa dla złego, kobiecego ducha walijskiego, odpowiednika irlandzkiej zjawy Banshee.
Duch przybierać ma postać starej, przygarbionej kobiety o zmierzwionych, brudnych włosach, haczykowatym nosie, nieprzyjemnym, odpychającym spojrzeniu i długich rękach, zakończonych szponami. Ręce niekiedy przybierają postać skrzydeł pokrytych łuskami. 
Śliniąca się Jędza wydaje wysokie, przenikliwe krzyki, które zwiastują śmierć jakiejś osoby. Nawiedza głównie stare, walijskie rodziny (Stradlingów, de Claresów oraz Barrych). Najczęściej ma być widywana w ruinach zamku Pennard na półwyspie Gower.
John Rhys, znawca folkloru walijskiego, twierdzi, że postać uważana bywa często za ducha przodka, ale może też się wywodzić od którejś z przedchrześcijańskich bogiń z mitologii walijskiej. Według Wirta Sykes'a, autora książki British Goblins, można odczytać czy śmierć ma dotyczyć mężczyzny (krzyk brzmi wtedy: Oh, oh! fy ngwr, fy ngwr!, czyli Ach mój mąż! lub: Fy mlentyn, fy mlentyn bach!, czyli Moje dziecko, moje małe dziecko!). W Walii funkcjonowało dawniej powiedzenie ludowe Brzydka jak Śliniąca się Jędza.